# Batalla de Um Kasar
La Batalla de Um Kasar fue el primer combate terrestre cuerpo a cuerpo de la 2ª Guerra del Golfo. El 21 de marzo de 2003, paralelamente al comienzo de la Operación Conmoción y Pavor en Bagdad, tropas de la coalición asaltaban la ciudad portuaria de Um Kasar. El valor estratégico de esta plaza era clave, al tratarse del único puerto marítimo de calado profundo que existe en Irak, situado en aguas del Golfo Pérsico. La entrada de tropas se hizo paralelamente desde el mar y cruzando por tierra desde territorio de Kuwait.
El primer asalto fue llevado a cabo por una fuerza de desembarco anfibia del 3 Comando de los Royal Marines británicos, apoyados por marines de la 15.ª Unidad Expedicionaria y tropas polacas del GROM. Las tropas irakíes presentaron una potente resistencia al asalto, por lo que hicieron falta varios días hasta que la ciudad y el puerto fueron despejados del ejército local y su ocupación hecha efectiva. El 25 de marzo la ciudad se declara oficialmente tomada, y el puerto, de vital importancia en la entrada de tropas, es declarado seguro y queda reabierto. Para ello fue necesario llevar a cabo una labor de retirada de minas en las aguas del puerto, que fue realizada por un destacamento del HM-14 y otras unidades de la US Navy. 
El buque español Galicia fue instalado en el puerto de Um Kasar, donde procedió a la instalación de un hospital de campaña que atendía tanto a heridos en el combate como a refugiados civiles. El buque, que fue escoltado hasta Um Kasar por la fragata Reina Sofía y el Marqués de la Ensenada, portaba así mismo parte del contingente de tropas español, que comenzó a colaborar en las tareas de estabilización de la ciudad.